# Arne (Dorset)
Arne ist ein Dorf und ein Civil parish auf der Halbinsel Isle of Purbeck in der Grafschaft Dorset im Süden von England.

## Lage
Arne liegt etwa 7 Kilometer (4 Meilen) östlich von Wareham, sowie südwestlich der Großstadt Bournemouth und circa 7 Kilometer nördlich vom Dorf Corfe Castle und der Burgruine Corfe Castle. Das Dorf liegt auf der Halbinsel Arne die in Poole Harbour hinein ragt, gegenüber der Stadt Poole, und umfasst das gesamte Gebiet zwischen Corfe Castle und Wareham.
Die Gemeinde hatte gemäß der Volkszählung von 2001 eine Bevölkerung von 1344, lebend in 612 Wohnungen oder Häusern.
Das Wort Arne stammt aus dem anglo-sächsischen „aern“ und bedeutet „Wohnstätte“.
Neben dem Dorf und der Halbinsel von Arne, die bürgerliche Gemeinde umfasst ein bedeutendes Gebiet westlich von Arne und südwestlich von Wareham, einschließlich der Dörfer Ridge, Stoborough, Stoborough Green und Worgret und hat eine Fläche von 24,83 Quadratkilometern.

## Geschichte
Das Dorf wurde 1285 erstmals dokumentarisch erwähnt. Im Domesday Book 1086 wurde Arne nicht erwähnt.
Die Kirche des Heiligen Nikolaus von Myra ist ein altes, kleines Gebäude, auf dem Scheitel eines großen Deiches und ist über 900 Jahre alt. Die Kirche ist aus Purbeck-Stein gebaut und hat Platz für 60 Personen. Sie ist durchaus bedeutend, ungeachtet der Größe. Sie hat nur eine Glocke. Die Orgel wurde von Gray und Davidson in London gebaut. Sie war eine Gabe von Louisa Countess von Eldon in 1812.
Die Schule wurde 1832 gegründet, aber wurde bereits 1922 wieder geschlossen.
Neben einigen kleinen Landwirtschaftsbetrieben gedieh das ganze Gebiet aus dem Gewinn und Export von Purbeck Ball Clay. Ein Großteil wurde auf dem Fluss Frome transportiert, ein Teil per Schiene auf Schmalspurbahnen nach Poole Hafen. Purbeck Ball Clay wurde in Arne auch verarbeitet und getrocknet. Die Ball-Clay-Branche existiert heute noch um Furzebrook, und der Ton wird jetzt per Lastwagen oder Normalspur-Zügen verfrachtet.
In Arne liegt die 1966 eröffnete Arne RSPB Reserve (Royal Society for the Protection of Birds). Das Gebiet ist direkt angrenzend an das Dorf selber. Es liegt innerhalb der „Dorset AONB“ (Area of Outstanding Natural Beauty).

## Galerie

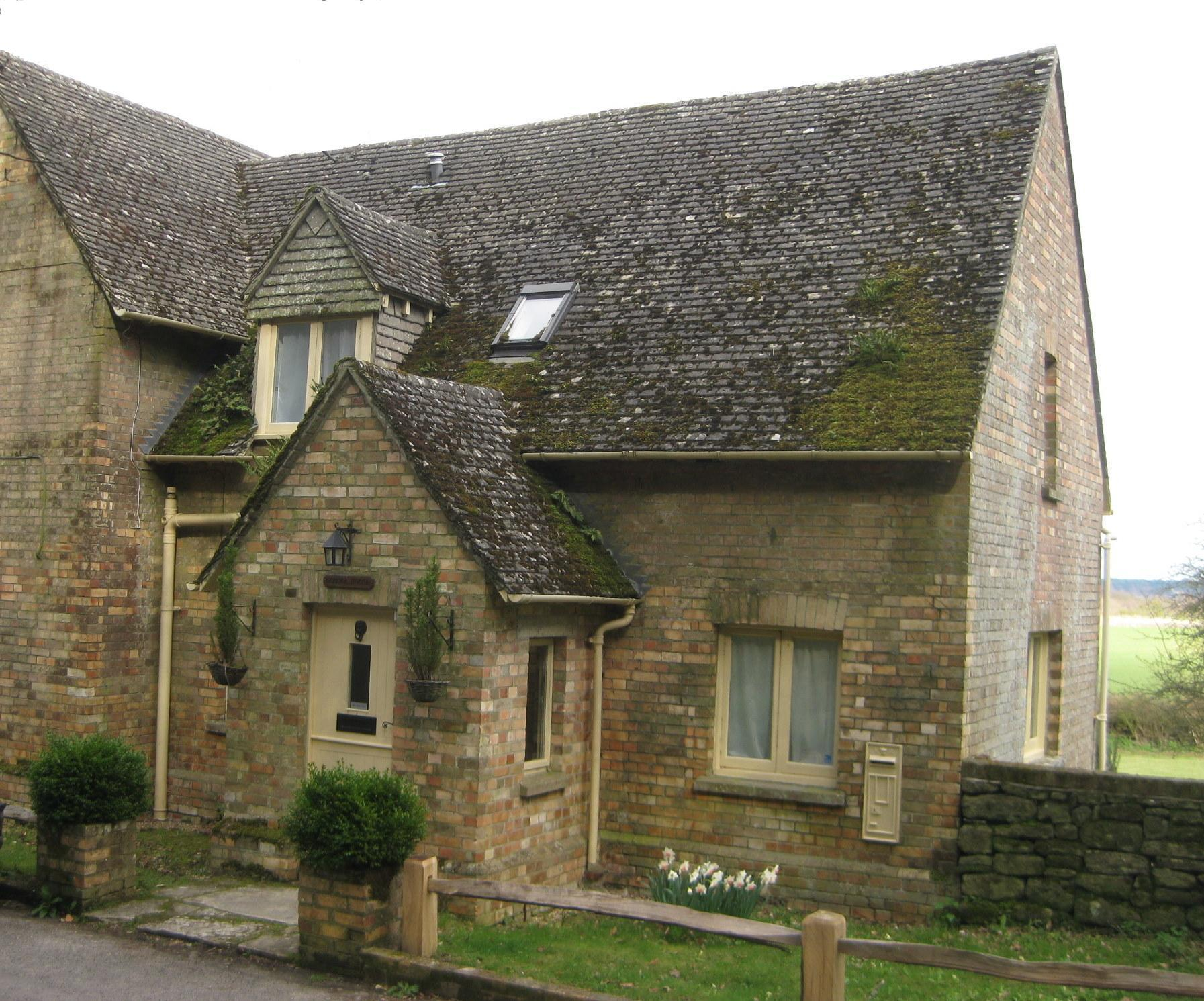
Das Schulhaus von Arne
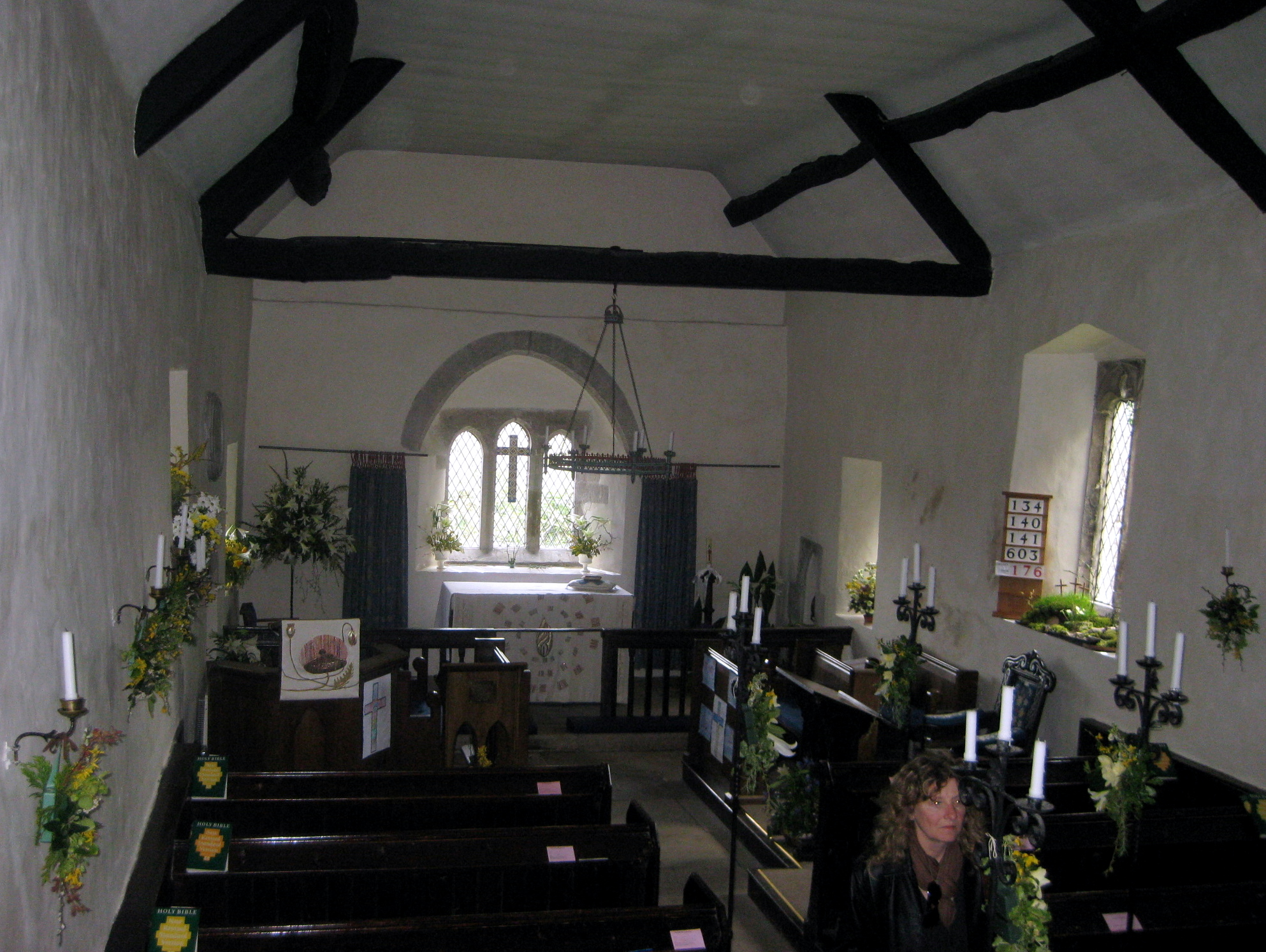
Die Sicht in der Kirche
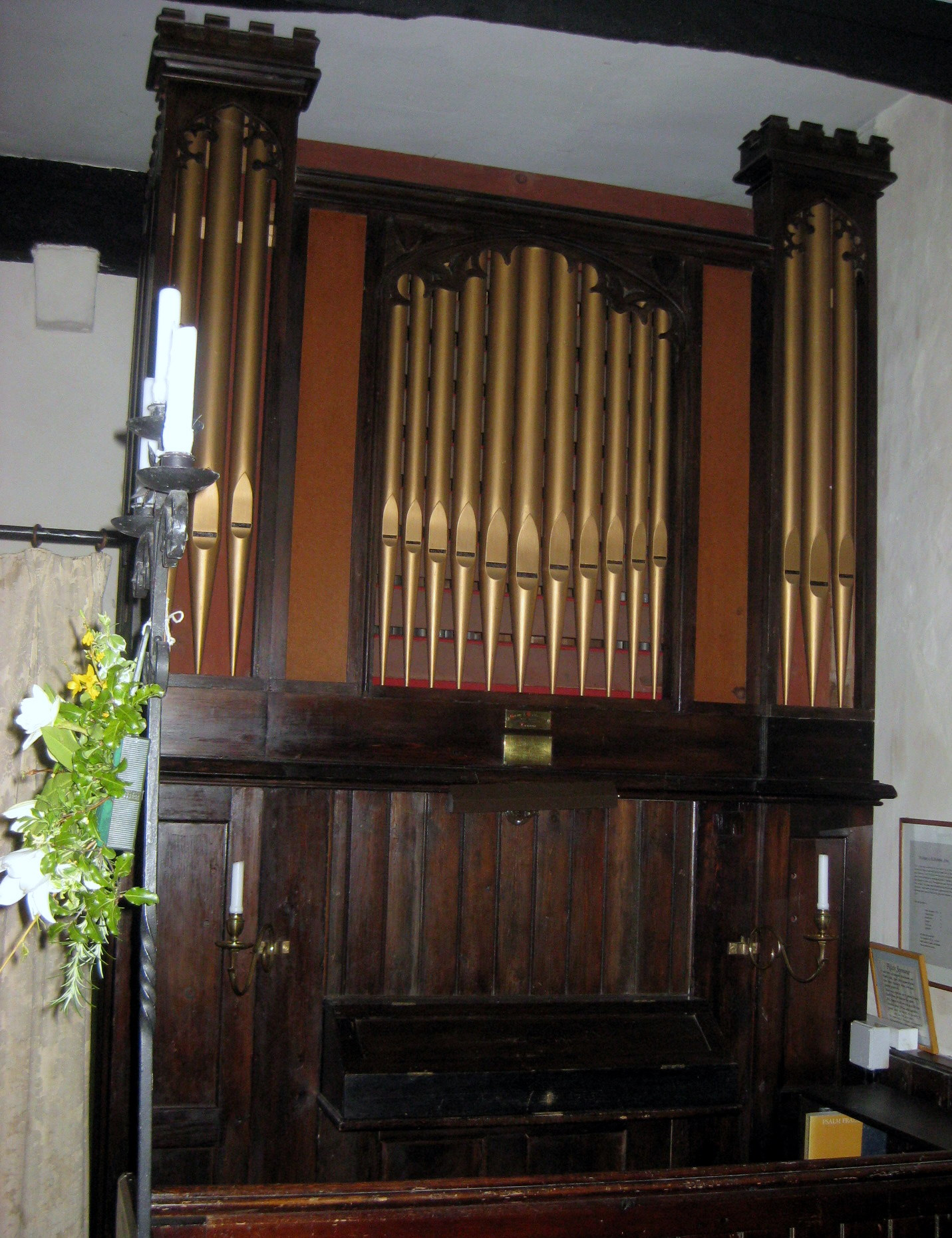
Die Orgel der Kirche